# Stearoil-CoA 9-desaturasi
La stearoil-CoA 9-desaturasi è un enzima appartenente alla classe delle ossidoreduttasi, che catalizza la seguente reazione:
stearoil-CoA + 2 ferrocitocromo b5 + O2 + 2 H+ ⇄ oleoil-CoA + 2 ferricitocromo b5 + 2 H2O
E una proteina ferrica. L'enzima del fegato di ratto è un sistema enzimatico che coinvolge il citocromo b5 e la citocromo-b5 reduttasi (numero EC 1.6.2.2). Il ferricitocromo b5 prodotto, è ridotto dal NADH e dalla citocromo-b5 reduttasi.